# Burning Daylight: The Adventures of 'Burning Daylight' in Civilization
Burning Daylight: The Adventures of 'Burning Daylight' in Civilization er en amerikansk stumfilm fra 1914 af Hobart Bosworth.

## Medvirkende
- Hobart Bosworth som Elam Harnish
- Myrtle Stedman som Dede Mason